# Grieben-Verlag
Grieben-Verlag är ett tyskt bokförlag, grundat i Berlin 1863 av Adolph Goldschmidt.
Förlaget har bland annat utgivit serier av handböcker i språk, geografi, konst och resor, bland annat Gribens's Reise-sprachführer, Griben-Bücher für Natur und Kunst samt Grieben's Reiseführer.